# Brețcu
Brețcu (węg. Bereck) – wieś w Rumunii, w okręgu Covasna, w gminie Brețcu. W 2011 roku liczyła 2467 mieszkańców.